# Edwin Benne
Edwin Johannes Benne (* 21. April 1965 in Amersfoort) war langjähriger Spieler der niederländischen Volleyball-Nationalmannschaft und ist seit 2003 Volleyball-Trainer.
Benne spielte in verschiedenen internationalen Teams sowie im holländischen Nationalteam. Als Trainer führte er ein holländisches Profi-Team zum Meistertitel und baute eine Volleyballschule mit 250 Mitgliedern auf. Von August 2008 bis Januar 2010 trainierte er den Schweriner SC, mit dem er 2009 Deutscher Meister wurde. Seit März 2010 ist er Cheftrainer der U19-Nationalmannschaft der Niederlande. 2011 trainierte er in Deutschland in der zweiten Bundesliga Süd die Frauen des DJK Augsburg-Hochzoll.

## Erfolge
- 382 Nationalspiele mit den niederländischen Nationalteam
- Zwei Olympiateilnahmen: 5. Platz in Seoul 1988, 2. Platz in Barcelona 1992
- Teilnahme an verschiedenen Europa- und Weltmeisterschaften sowie an World League-Turnieren
- Spieler bei Clubs in Holland, Italien, Frankreich, Japan, Türkei und Deutschland
- 3 Jahre Coach und 2 Jahre General Manager des niederländischen Meisters VC Omniworld Almere; Aufbau einer Volleyballschule, die heute 250 Mitglieder hat
- Deutscher Meister 2009 als Trainer der Volleyballerinnen des Schweriner SC

| Personendaten    | Personendaten                               |
| ---------------- | ------------------------------------------- |
| NAME             | Benne, Edwin                                |
| ALTERNATIVNAMEN  | Benne, Edwin Johannes (vollständiger Name)  |
| KURZBESCHREIBUNG | niederländischer Volleyball-Nationalspieler |
| GEBURTSDATUM     | 21. April 1965                              |
| GEBURTSORT       | Amersfoort, Niederlande                     |